# كريستينا غايغر
كريستينا جيجر (بالألمانية: Christina Geiger)‏ (و. 1990  م) هي متزحلقة ألمانية، شاركت في الألعاب الأولمبية الشتوية 2010، والألعاب الأولمبية الشتوية 2014.

## روابط خارجية
- كريستينا غايغر على موقع الاتحاد الدولي للتزلج (التزلج على المنحدرات الثلجية) (الإنجليزية)
- كريستينا غايغر على موقع اللجنة الأولمبية الدولية (الإنجليزية)
- كريستينا غايغر على موقع أوليمبيديا (الإنجليزية)
- كريستينا غايغر على موقع اللجنة الأولمبية الألمانية (الألمانية)